# Nia Vardalos
Nia Vardalos (Winnipeg, 24 settembre 1962) è un'attrice, sceneggiatrice e regista canadese naturalizzata statunitense, candidata al Premio Oscar nel 2003.

## Biografia
Nata in Canada da genitori greco-canadesi, Doreen Christakis e Constantine "Gus" Vardalos, ha studiato presso la Ryerson University. Dal 1999 possiede la cittadinanza statunitense. Nel 1993 è sposata con Ian Gomez, convertitosi alla chiesa ortodossa prima del matrimonio; la coppia ha adottato una bambina nel 2008 e si è poi separata nel 2017.

### Carriera
Dopo una lunga gavetta televisiva conosce il successo nel 2002 con la commedia Il mio grosso grasso matrimonio greco, di cui è interprete e sceneggiatrice, venendo candidata all'Oscar per la migliore sceneggiatura originale. Sull'onda del successo del film viene realizzata una serie televisiva ad esso ispirata. My Big Fat Greek Life, questo il nome della serie, manteneva lo stesso cast del film, eccetto John Corbett, ma rispetto al film non ottenne lo stesso successo e venne cancellata.
Nel 2004 è protagonista al fianco di Toni Collette e David Duchovny nella commedia Connie e Carla, dove impersona una drag queen. Nel 2009 è protagonista della commedia Le mie grosse grasse vacanze greche, nello stesso anno debutta alla regia con la commedia romantica 5 appuntamenti per farla innamorare, che la vede nuovamente al fianco di John Corbett. Nel 2015 torna sul grande schermo con il sequel Il mio grosso grasso matrimonio greco 2 e nel 2023 Il mio grosso grasso matrimonio greco 3.

## Filmografia

### Cinema
- No Experience Necessary, regia di Eric Schlecht - cortometraggio (1996)
- Men Seeking Women, regia di Jim Milio (1997)
- Il mio grosso grasso matrimonio greco (My Big Fat Greek Wedding), regia di Joel Zwick (2002)
- Meet Prince Charming, regia di Brett Parker (2002)
- Connie e Carla (Connie and Carla), regia di Michael Lembeck (2004)
- Le mie grosse grasse vacanze greche (My Life in Ruins), regia di Donald Petrie (2009)
- 5 appuntamenti per farla innamorare (I Hate Valentine's Day), regia di Nia Vardalos (2009)
- L'amore all'improvviso - Larry Crowne (Larry Crowne), regia di Tom Hanks (2011) - voce
- Booking Agents, regia di Rachel Goldenberg - cortometraggio (2012)
- Le squillo della porta accanto (For a Good Time, Call...), regia di Jamie Travis (2012)
- Lottare per un sogno (McKenna Shoots for the Stars), regia di Vince Marcello (2012)
- Dealin' With Idiots, regia di Jeff Garlin (2013)
- Helicopter Mom, regia di Salomé Breziner (2014)
- Il mio grosso grasso matrimonio greco 2 (My Big Fat Greek Wedding 2), regia di Kirk Jones (2016)
- Car Dogs, regia di Adam Collis (2016)
- C'era una volta il Principe Azzurro (Charming), regia di Ross Venokur (2018) - voce
- Il mio grosso grasso matrimonio greco 3 (My Big Fat Greek Wedding 3), regia di Nia Vardalos (2023)

### Televisione
- Persone scomparse (Missing Persons) - serie TV, 1 episodio (1994)
- High Incident - serie TV, 1 episodio (1996)
- Common Law - serie TV, 1 episodio (1996)
- The Drew Carey Show - serie TV, 1 episodio (1997)
- Team Knight Rider - serie TV, 22 episodi (1997-1998)
- Crescere, che fatica! (Boy Meets World) - serie TV, 2 episodi (1998-1999)
- It's Like, You Know... - serie TV, 1 episodio (1999)
- Due ragazzi e una ragazza (Two Guys and a Girl) - serie TV, 1 episodio (1999)
- Curb Your Enthusiasm - serie TV, 1 episodio (2000)
- My Big Fat Greek Life - serie TV, 7 episodi (2003)
- My Boys - serie TV, 3 episodi (2008)
- Drop Dead Diva - serie TV, 1 episodio (2009)
- La strana coppia (The Good Guys) - serie TV, 1 episodio (2010)
- Cougar Town - serie TV, 1 episodio (2011)
- Grey's Anatomy – serie TV, episodio 8x12 (2012)
- Law & Order - Unità vittime speciali (Law & Order: Special Victims Unit) - serie TV, 3 episodi (2013-2014)
- Jane the Virgin - serie TV, 1 episodio (2015)
- Marry Me - serie TV, 1 episodio (2015)
- Marco e Star contro le forze del male (Star vs. the Forces of Evil (SvtFoE)) - serie TV, 10 episodi (2015-2019) - voce
- The Catch - serie TV, 3 episodi (2016)
- DuckTales - serie TV, 2 episodi (2018-in corso) - voce
- Station 19 - serie TV, episodio 5x04 (2021)

## Riconoscimenti
- Premio Oscar
  - 2003 – Candidatura alla miglior sceneggiatura originale per Il mio grosso grasso matrimonio greco
- Golden Globe
  - 2003 – Candidatura alla miglior attrice in un film commedia o musicale per Il mio grosso grasso matrimonio greco
- Independent Spirit Award
  - 2003 – Miglior interpretazione d'esordio per Il mio grosso grasso matrimonio greco
- Satellite Award
  - 2001 – Candidatura alla miglior attrice per Il mio grosso grasso matrimonio greco

## Doppiatrici italiane
Nelle versioni in italiano delle opere in cui ha recitato, Nia Vardalos è stata doppiata da:
- Tatiana Dessi ne Il mio grosso grasso matrimonio greco, Connie e Carla, Le mie grosse grasse vacanze greche, 5 appuntamenti per farla innamorare, Law & Order - Unità vittime speciali, Il mio grosso grasso matrimonio greco 2, The Catch, Graves, Helicopter Mom, Il mio grosso grasso matrimonio greco 3, Station 19
- Sabrina Duranti in Lottare per un sogno
- Anna Cugini in Le squillo della porta accanto
- Angela Brusa in Grey's Anatomy
- Roberta Greganti in Drop Dead Diva
- Antonella Alessandro in Jane the Virgin
- Doriana Chierici in Cougar Town

Da doppiatrice è sostituita da:
- Tatiana Dessi in Marco e Star contro le forze del male
- Laura Romano in C'era una volta il Principe Azzurro
- Sabrina Duranti in DuckTales